# 大坪瞳
大坪 瞳（おおつぼ ひとみ、1月21日 - ）は、日本の舞台女優、声優。以前はブリングアップを経て、ぐるーぷ・インパクト / 劇団アルターエゴに所属していた。

## 出演作品

### テレビアニメ
- 遊☆戯☆王デュエルモンスターズGX（向田）

### テレビ
- 直撃!ウワサの5人
- サイエンススペシャル未来予測TV
- 極上の休日

### 舞台
- アルターエゴプロデュース ミュージカル
  - マザー –This is love.-
  - 太紀ちゃん祭り
- 神雄二ダンスミッション
  - ダンスがみたい!8
- 劇団アルターエゴ 
  - 孤独の夜のサーカス
  - 不思議の国のカーニバル
  - 羊腸人類
  - 金壺親父恋達引（徳右衛門）
  - セルフィッシュ
  - ロング･クリスマス･ディナー（レオノーラ）
  - 血の婚礼 （母親）
  - 女の平和（ラムピトー）
  - HAKKENDEN2005（サマンサ穂悌）
- 少女円舞曲
  - そして、ロミオとジュリエットは・・・。
  - ハムレットは、今・・・。